# Brålandabygdens församling
Brålandabygdens församling är en församling i Dalslands kontrakt i Karlstads stift. Församlingen ligger i Vänersborgs kommun i Västra Götalands län (Dalsland) och utgör ett enförsamlingspastorat.

## Administrativ historik
Församlingen har medeltida ursprung med namnet Brålanda församling.
Församlingen var till 1962 annexförsamling i pastoratet Frändefors, Brålanda och Sundals-Ryr. Från 1962 var den moderförsamling i pastoratet Brålanda, Gestad och Sundals-Ryr.
Församlingen införlivade 2024 Gestads och Sundals-Ryrs församlingar och bildade då ett enförsamlingspastorat samtidigt som den namnändrades till Brålandabygdens församling.

## Kyrkor
- Brålanda kyrka
- Gestads kyrka från 2024
- Sundals-Ryrs kyrka från 2024
- Sundals-Ryrs gamla kyrka från 2024
- Timmerviks kyrka från 2024